# Silvio Piola
Silvio Piola, född 29 september 1913, död 4 oktober 1996, var en italiensk fotbollsspelare (anfallare) som blev världsmästare vid VM 1938.
Piola är den italienska ligans (Serie A) främste målskytt genom tiderna med 274 mål. Piola hade en mycket lång karriär, han spelade i högsta ligan hela 24 år (1930-1954), totalt 536 matcher. När han gjorde mål för Novara Calcio 13 februari 1954, och blev då den äldsta spelaren att ha gjort mål i Serie A. Han tog rekordet från 1947 som Pro Patria-spelaren Carlo Reguzzoni var innehavare av. Rekordet stod sig till år 2007 då Alessandro Costacurta gjorde mål för Milan.
Bland klubbar som han representerat kan nämnas Pro Vercelli, Lazio, Juventus och Torino. Han blev skyttekung i Serie A två gånger.
1938 blev Piola världsmästare. Italien vann finalen med 4-2 mot Ungern och han gjorde två mål. På 34 landskamper gjorde Piola 30 mål.